# Mycetophila uaicensis
Mycetophila uaicensis är en tvåvingeart som beskrevs av Lane 1955. Mycetophila uaicensis ingår i släktet Mycetophila och familjen svampmyggor. Inga underarter finns listade i Catalogue of Life.